# Học viện Kỹ thuật Quân sự
Học viện Kỹ thuật Quân sự (tiếng Anh: Military Technical Academy – MTA) là Đại học đầu ngành kỹ thuật, công nghệ quân sự và công nghiệp quốc phòng nằm trong Nhóm các Đại học trọng điểm quốc gia Việt Nam đặt dưới sự lãnh đạo trực tiếp của Quân ủy Trung ương, Bộ Quốc phòng, sự chỉ đạo nghiệp vụ của Bộ giáo dục và Đào tạo. Học viện có nhiệm vụ đào tạo cán bộ kỹ thuật, công nghệ quân sự, chỉ huy tham mưu kỹ thuật có trình độ đại học, thạc sĩ, tiến sĩ cho quân đội. Đồng thời, Học viện có nhiệm vụ nghiên cứu khoa học công nghệ quân sự, kết hợp nghiên cứu với triển khai ứng dụng, chuyển giao công nghệ với sản xuất và thực hiện nhiệm vụ sẵn sàng chiến đấu và chiến đấu của quân đội.

## Địa chỉ trụ sở chính và các chi nhánh
- Tổng diện tích mặt bằng các chi nhánh và trụ sở chính của Học viện Kỹ thuật Quân sự là hơn 50ha.
- Các cơ sở của Học viện:[2]
  - Cơ sở 1: Trụ sở chính (khu A), số 236 đường Hoàng Quốc Việt, phường Cổ Nhuế 1, quận Bắc Từ Liêm, thành phố Hà Nội. Là nơi làm việc của Ban giám đốc, các cơ quan chức năng, các Khoa, Viện, Trung tâm nghiên cứu và cũng là nơi sinh hoạt, rèn luyện, học tập, nghiên cứu khoa học của đối tượng học viên, sinh viên đào tạo đại học và sau đại học.
  - Cơ sở 2: Khu B, đường Kiều Mai, phường Phương Canh, quận Nam Từ Liêm, thành phố Hà Nội: Gồm Ký túc xá, Giảng đường, Khu thể thao, Nhà ăn; Xưởng Chế thử/Trung tâm Công nghệ; Trung tâm dạy nghề lái xe; Hệ đào tạo Sau đại học;
  - Cơ sở 3: Đại diện khu vực phía Nam tại số 71 đường Cộng Hòa, phường 04, quận Tân Bình, Thành phố Hồ Chí Minh; điện thoại: 069 662 644; Gồm cơ quan đại điện và đào tạo sau đại học tại phía Nam.
  - Cơ sở 4: Trung tâm Huấn luyện tại số 125 Vĩnh Phúc, đường Nguyễn Văn Linh, phường Liên Bảo, thành phố Vĩnh Yên, tỉnh Vĩnh Phúc (10ha): Gồm các Xưởng thực hành, thực tập và là nơi sinh hoạt, rèn luyện, học tập của các đối tương đào tạo liên thông, chuyển cấp, văn bằng 2 và các lớp đào tạo ngắn hạn.
  - Cơ sở 5: Khu Hòa Lạc tại Khu công nghệ cao Hòa Lạc, xã Thạch Hòa, huyện Thạch Thất, thành phố Hà Nội (23ha): Trung tâm nghiên cứu, phát triển và chuyển giao công nghệ Hòa Lạc; Trường bắn Thử nghiệm vũ khí; Khu huấn luyện dã ngoại, Khu hậu cần...
  - Cơ sở 6: Khu Kim Chung, Kim Nỗ, huyện Đông Anh, thành phố Hà Nội là Khu nghiên cứu khoa học quân sự, huấn luyện, đào tạo.
  - Cơ sở 7: Phường Long Bình Tân, thành phố Biên Hòa, tỉnh Đồng Nai (5ha).

## Tổng quan
Học viện Kỹ thuật quân sự là trường đại học nghiên cứu (research university), được tổ chức theo mô hình trường đại học kỹ thuật tổng hợp, vừa đào tạo và nghiên cứu ứng dụng những thành tựu của khoa học và công nghệ hiện đại vào thiết kế, chế tạo, sản xuất và khai thác sử dụng vũ khí, khí tài, trang thiết bị và phương tiện kỹ thuật quân sự trong bối cảnh cuộc cách mạng kỹ thuật quân sự đang phát triển nhanh chóng trên thế giới, cũng như phục vụ sự nghiệp công nghiệp hóa, hiện đại hóa đất nước.

### Đội ngũ cán bộ, giảng viên, nhà khoa học
Hơn 1300 cán bộ với hơn 900 giảng viên, trong đó: 
- gần 100 giảng viên được phong học hàm Giáo sư, Phó giáo sư;
- gần 500 cán bộ đạt học vị Tiến sĩ Khoa học và Tiến sĩ chuyên ngành;
- 50 nhà giáo được phong tặng danh hiệu Nhà giáo Nhân dân và Nhà giáo Ưu tú.

### Cơ sở vật chất
Tổng diện tích mặt bằng của Trụ sở chính tại 236, Hoàng Quốc Việt và các chi nhánh khác: hơn 50 hecta.
Hệ thống các giảng đường, thư viện, phòng thí nghiệm,khu giáo dục thể chất, ký túc xá...; các trang thiết bị nghiên cứu và giảng dạy hiện đại, đồng bộ phù hợp với chương trình đào tạo Học viện đang áp dụng, cụ thể: hơn 200 giảng đường, phòng đào tạo từ xa, phòng thí nghiệm, sân vận động, bể bơi... Thư viện với trên 2000 m2 sử dụng với 76.000 đầu sách, cơ sở vật chất, thiết bị hạ tầng thông tin trang bị đồng bộ, có hệ thống phòng đọc, phòng tra cứu Internet. Hệ thống thư viện điện tử với nhiều cơ sở dữ liệu giáo trình,tài liệu, máy chủ và máy trạm khai thác dữ liệu trực tuyến trên Internet...

### Hợp tác
Trường đã tổ chức đào tạo liên kết với các trường đại học trong và ngoài nước: Đại học Kỹ thuật Quốc gia Moskva Bauman, Đại học Bách khoa Saint Petersburg, Đại học Công nghê Thông tin Cơ khí và Quang học Saint Petersburg, Đại học Hàng không Moskva (Liên bang Nga); Học viện Phòng vệ Nhật Bản, Trường Đại học Điện tử Truyền thông Tokyo (Nhật Bản); Đại học Quốc dân Hàn Quốc; (Hàn Quốc); Đại học Quốc phòng Brno (Cộng hòa Séc); Đại học New South Wales/Học viện Quốc phòng Australia (UNSW@ADFA); Học viện Kỹ thuật Quân sự Munich (Đức) và một số Học viện Quân sự của Liên bang Nga, Pháp, Đức, Bulgari, Ba Lan... Đại học Thanh Hoa, Đại học Khoa học và công nghệ Nam Kinh (Trung Quốc), Trường Đại học Khoa học Tự nhiên – Đại học Quốc gia Hà Nội, Trường Đại học Bách khoa – Đại học Quốc gia thành phố Hồ Chí Minh, Đại học Bách khoa Hà Nội... đồng thời Trường còn gửi cán bộ đi đào tạo tại Anh, Úc, Nhật Bản, Séc, Đức...
Tính đến năm 2015, Học viện có quan hệ hợp tác với trên 50 trường đại học trên thế giới.

## Lịch sử
Ngày 08/08/1966 Hội đồng Chính phủ ra Quyết định số 146-CP thành lập Phân hiệu II Đại học Bách Khoa.
Ngày 28/10/1966, Bộ Đại học và Trung học chuyên nghiệp, Bộ Quốc phòng tổ chức Lễ công bố quyết định thành lập Phân Hiệu II Đại học Bách Khoa đồng thời khai giảng khóa đào tạo 1 tại Thủ đô Hà Nội. Từ đó tới nay, ngày 28/10 hàng năm trở thành ngày truyền thống của Nhà trường.
Ngày 18/6/1968, Thủ tướng Chính phủ ra quyết định số 88-CP chuyển "Phân hiệu II Đại học Bách khoa" thuộc Bộ Đại học và trung học chuyên nghiệp thành "Trường Đại học Kỹ thuật Quân sự" thuộc Bộ Quốc phòng.
Ngày 15/12/1981, Bộ Quốc phòng quyết định thành lập Học viện Kỹ thuật Quân sự trên cơ sở trường Đại học Kỹ thuật Quân sự.
Ngày 06/5/1991: Thủ tướng Chính phủ quyết định cho Học viện Kỹ thuật Quân sự được sử dụng tên dân sự Trường Đại học Kỹ thuật Lê Quý Đôn với 2 nhiệm vụ đào tạo quân sự và dân sự.
Ngày 31/1/2008, Học viện Kỹ thuật Quân sự được Chính phủ quyết định đưa vào danh sách 15 trường đại học trọng điểm quốc gia Việt Nam.

## Lãnh đạo hiện nay
Nguồn:
| TT | Chức vụ                                                 | Họ tên                  | Đảm nhiệm | Ghi chú        |
| -- | ------------------------------------------------------- | ----------------------- | --------- | -------------- |
| 1  | Giám đốc                                                | Lê Minh Thái (GS, TS)   | Từ 2023   |                |
| 2  | Chính ủy                                                | Trần Văn Thưởng (ThS)   | Từ 2022   | Bí thư Đảng ủy |
| 3  | Phó Giám đốc                                            | Trần Xuân Nam (GS, TS)  | Từ 2020   |                |
| 4  | Phó Giám đốc (Phụ trách KHCN, Thông tin KHQS, Kỹ thuật) | Mai Quang Huy (PGS, TS) | Từ 2022   |                |
| 5  | Phó Giám đốc (Phụ trách Hậu cần, Quân sự)               | Lê Anh Tuấn             | Từ 2022   |                |
| 6  | Phó Chính ủy                                            | Trần Văn Duy            | Từ 2022   |                |

Năm 2006, thực hiện chế độ Chính ủy, Chính trị viên trong Quân đội. Theo đó Đảng bộ trong Học viện Kỹ thuật quân sự bao gồm:
- Đảng bộ Học viện Kỹ thuật quân sự là cao nhất;
- Đảng bộ các Khoa đào tạo, Viện nghiên cứu, Trung tâm nghiên cứu, các Hệ quản lý học viên trực thuộc Học viện Kỹ thuật quân sự;
- Chi bộ thuộc các Phòng, Ban, Bộ môn, các đơn vị cơ sở.

## Đào tạo

### Đại học
Thời gian đào tạo là 5 năm, mỗi năm 2 học kỳ. Đào tạo về Các môn học khối kiến thức cơ bản, Các môn học khối cơ sở ngành và chuyên ngành, Các môn học khối kiến thức chuyên ngành theo hướng đào tạo, Khối kiến thức về Khoa học xã hội – Nhân văn và Giáo dục quốc phòng.
Hệ quân sự: Hiện nay, Học viện đào tạo 45 chuyên ngành quân sự thuộc các ngành/lĩnh vực: Điện tử truyền thông; Điện-Điện tử; Điều khiển và Tự động hóa; Kỹ thuật máy tính; Khoa học máy tính; Khoa học dữ liệu; Trí tuệ nhân tạo; Hệ thống thông tin; Mạng máy tính; Công nghệ phần mềm; An ninh, An toàn thông tin; Công nghệ thông tin; Toán-Tin học; Địa-Tin học; Trắc địa và Bản đồ; Hàng không vũ trụ; Cơ khí; Vũ khí; Động lực; Xây dựng; Đường và Sân bay; Cầu và các phương tiện vượt sông; Hóa học; Vật liệu; Môi trường; Cơ điện tử và Robot; Kỹ thuật hàng không vũ trụ; Thiết kế chế tạo tên lửa; Các hệ thống không người lái; Hệ thống sản xuất tự động hóa; Quang học và Quang điện tử;...
Hệ dân sự: Hiện nay, Học viện đào tạo 21 chuyên ngành dân sự: công nghệ thông tin; khoa học máy tính; trí tuệ nhân tạo và khoa học dữ liệu; hệ thống thông tin; công nghệ phần mềm; truyền thông và mạng máy tính; an toàn thông tin; công nghệ hóa học, kỹ thuật môi trường; kỹ thuật điện – điện tử; điều khiển công nghiệp; tự động hóa; vi điện tử bán dẫn; điện tử viễn thông; điện tử y sinh; cơ-điện tử; kỹ thuật hàng không; kỹ thuật hệ thống sản xuất; cơ kỹ thuật; kỹ thuật thủy khí; kỹ thuật nhiệt lạnh; kỹ thuật thiết kế; chế tạo máy; gia công áp lực; kỹ thuật ô tô; máy xây dựng; xây dựng dân dụng và công nghiệp; cầu đường bộ;... Đến năm 2019, theo đề án chủ trương mới của Bộ Quốc phòng, Học viện dừng tuyển sinh và đào tạo khối dân sự.

### Thạc sĩ
Danh sách ngành đào tạo trình độ thạc sĩ: 18 ngành
| STT | Tên ngành                               | Khoa chủ quản                            |
| --- | --------------------------------------- | ---------------------------------------- |
| 1   | Khoa học máy tính                       | Viện Công nghệ thông tin và Truyền thông |
| 2   | Kỹ thuật phần mềm                       | Viện Công nghệ thông tin và Truyền thông |
| 3   | Hệ thống thông tin                      | Viện Công nghệ thông tin và Truyền thông |
| 4   | Kỹ thuật cơ khí                         | Khoa Cơ khí                              |
| 5   | Cơ kỹ thuật                             | Khoa Cơ khí                              |
| 6   | Cơ học vật rắn                          | Khoa Cơ khí                              |
| 7   | Kỹ thuật cơ khí động lực                | Viện Cơ khí Động lực                     |
| 8   | Kỹ thuật Cơ Điện tử                     | Khoa Hàng không Vũ trụ                   |
| 9   | Kỹ thuật điều khiển và tự động hóa      | Viện Tên lửa và kỹ thuật điều khiển      |
| 10  | Kỹ thuật điện tử                        | Khoa Vô tuyến Điện tử                    |
| 11  | Kỹ thuật ra đa – dẫn đường              | Khoa Vô tuyến Điện tử                    |
| 12  | Kỹ thuật viễn thông                     | Khoa Vô tuyến điện tử                    |
| 13  | Kỹ thuật hóa học                        | Khoa Hóa-Lý kỹ thuật                     |
| 14  | Kỹ thuật xây dựng công trình đặc biệt   | Viện Công trình đặc biệt                 |
| 15  | Kỹ thuật xây dựng công trình ngầm       | Viện Công trình đặc biệt                 |
| 16  | Kỹ thuật xây dựng công trình giao thông | Viện Công trình đặc biệt                 |
| 17  | Chỉ huy, quản lý kỹ thuật               | Khoa Chỉ huy tham mưu kỹ thuật           |
| 18  | Quản lý Khoa học và Công nghệ           | Khoa Cơ khí                              |

### Tiến sĩ
Danh sách ngành đào tạo trình độ tiến sĩ: 15 ngành
| STT | Tên ngành                                                                                       | Khoa                                     |
| --- | ----------------------------------------------------------------------------------------------- | ---------------------------------------- |
| 1   | Toán ứng dụng                                                                                   | Viện Công nghệ thông tin và Truyền thông |
| 2   | Cơ sở toán học cho Tin học                                                                      | Viện Công nghệ thông tin và Truyền thông |
| 3   | Khoa học Máy tính                                                                               | Viện Công nghệ thông tin và Truyền thông |
| 4   | Hệ thống thông tin                                                                              | Viện Công nghệ thông tin và Truyền thông |
| 5   | Kỹ thuật Hóa học                                                                                | Khoa Hóa Lý kỹ thuật                     |
| 6   | Cơ học vật rắn                                                                                  | Khoa Cơ khí                              |
| 7   | Cơ học kỹ thuật                                                                                 | Khoa Cơ khí và Khoa Vũ khí               |
| 8   | Kỹ thuật cơ khí (Chế tạo máy, Gia công áp lực)                                                  | Khoa Cơ khí                              |
| 9   | Kỹ thuật cơ khí động lực (ô-tô, động cơ, tăng-thiết giáp, xe máy công binh)                     | Viện Cơ khí Động lực                     |
| 10  | Kỹ thuật điện tử (thông tin, điện tử truyền thông, vi xử lý, công nghệ vi điện tử)              | Viện Vô tuyến Điện tử                    |
| 11  | Kỹ thuật ra đa – dẫn đường                                                                      | Viện Vô tuyến Điện tử                    |
| 12  | Kỹ thuật điều khiển và tự động hóa (lý thuyết điều khiển, điều khiển thiết bị bay, tự động hoá) | Viện Tên lửa và kỹ thuật điều khiển      |
| 13  | Kỹ thuật xây dựng công trình giao thông (cầu, đường và sân bay)                                 | Viện Công trình đặc biệt                 |
| 14  | Kỹ thuật xây dựng công trình đặc biệt (công trình quân sự, công trình biển-đảo và hầm ngầm)     | Viện Công trình đặc biệt                 |
| 15  | Chỉ huy, quản lý kỹ thuật và công nghiệp quốc phòng                                             | Viện Chỉ huy tham mưu kỹ thuật           |

## Cơ cấu tổ chức

### Khối Khoa, Viện, Trung tâm
Nguồn:
| STT | Đơn vị                                                         | Cấp trưởng               | Ghi chú |
| --- | -------------------------------------------------------------- | ------------------------ | ------- |
| 1   | Viện Công nghệ Mô phỏng                                        | TS Trương Quốc Hùng      |         |
| 2   | Viện Kỹ thuật công trình đặc biệt                              | PGS.TS Nguyễn Văn Tú     |         |
| 3   | Viện Tích hợp hệ thống                                         | PGS.TS Hoàng Văn Phúc    |         |
| 4   | Viện Công nghệ thông tin và truyền thông                       | PGS.TS Ngô Thành Long    |         |
| 5   | Viện Cơ khí Động lực                                           | PGS.TS Nguyễn Trung Kiên |         |
| 6   | Viện Kỹ thuật điều khiển                                       | TS Cao Hữu Tình          |         |
| 7   | Khoa Hóa – Lý kỹ thuật                                         | PGS.TS. Cao Hải Thường   |         |
| 8   | Khoa Ngoại ngữ                                                 | TS. Hồ Thị Thoa          |         |
| 9   | Khoa Cơ khí                                                    | GS.TS Nguyễn Thái Chung  |         |
| 10  | Khoa Vũ khí                                                    | PGS.TS Nguyễn Văn Dũng   |         |
| 11  | Khoa Hàng không Vũ trụ                                         | PGS.TS Tăng Quốc Nam     |         |
| 12  | Khoa Vô tuyến điện tử                                          | TS Tạ Chí Hiếu           |         |
| 13  | Khoa Mác – Lênin, Tư tưởng Hồ Chí Minh                         | PGS.TS Trần Văn Riễn     |         |
| 14  | Khoa Công tác Đảng-Công tác Chính trị                          | PGS.TS Trần Đình Thắng   |         |
| 15  | Khoa Quân sự                                                   | TS Hồ Quang Hưng         |         |
| 16  | Khoa Chỉ huy Tham mưu kỹ thuật                                 | GS.TS Hoàng Ngọc An      |         |
| 17  | Trung tâm Công nghệ                                            | PGS.TS Phạm Quốc Hoàng   |         |
| 18  | Trung tâm Ngoại ngữ – Tin học                                  | CN. Vũ Thị Khánh         |         |
| 19  | Trung tâm Hợp tác quốc tế KHCN Việt Nhật                       | PGS. TS Nguyễn Quốc Định |         |
| 20  | Trung tâm Huấn luyện 125 Vĩnh Phúc                             | KS. Bùi Sơn Nam          |         |
| 21  | Trung tâm Nghiên cứu bảo đảm kỹ thuật và chuyển giao công nghệ | ThS. Nguyễn Thiếu Vũ     |         |

### Các Phòng, Ban chức năng
Nguồn:
| STT | Cơ quan                                               | Cấp trưởng               | Ghi chú |
| --- | ----------------------------------------------------- | ------------------------ | ------- |
| 1   | Văn phòng                                             | ThS. Nguyễn Công Minh    |         |
| 2   | Phòng Chính trị                                       | ThS. Đỗ Ngọc Thanh       |         |
| 3   | Phòng Đào tạo                                         | PGS.TS Ngô Thành Long    |         |
| 4   | Phòng Hậu cần – Kỹ thuật                              | ThS. Đinh Anh Tuấn       |         |
| 5   | Phòng Khoa học Quân sự                                | PGS.TS. Trần Đình Thành  |         |
| 6   | Phòng Sau đại học                                     | PGS.TS. Phan Đức Nhân    |         |
| 7   | Phòng Thông tin Khoa học Quân sự                      | GS.TS. Nguyễn Hoàng Vũ   |         |
| 8   | Phòng Hợp tác Quốc tế và Quản lý lưu học sinh Quân sự | PGS.TS. Trần Nguyên Ngọc |         |
| 9   | Ban Tài chính                                         | TS. Thân Như Hà          |         |
| 10  | Ban Khảo thí và đảm bảo chất lượng giáo dục – đào tạo | TS. Nguyễn Trọng Lưu     |         |
| 11  | Cơ sở II – Thành phố Hồ Chí Minh                      | ThS. Trần Minh Vỹ        |         |

### Đơn vị quản lý học viên
Nguồn:
| STT | Đơn vị                                                                           | Cấp trưởng       | Ghi chú |
| --- | -------------------------------------------------------------------------------- | ---------------- | ------- |
| 1   | Tiểu đoàn 1                                                                      | Đỗ Xuân Hiến     |         |
| 2   | Tiểu đoàn 2                                                                      | Trần Hải Đăng    |         |
| 3   | Tiểu đoàn 3                                                                      | Phạm Duy Đông    |         |
| 4   | Tiểu đoàn 4                                                                      | Lê Quang Tiến    |         |
| 5   | Tiểu đoàn 5                                                                      | Vũ Tất Khoa      |         |
| 6   | Hệ I (Hệ Quản lý sinh viên, học viên văn bằng 2, chuyển cấp, liên thông đại học) | Kim Ngọc Động    |         |
| 7   | Hệ II (Hệ Quản lý học viên Sau đại học)                                          | Nguyễn Huy Hoàng |         |
| 8   | Hệ III (Hệ quản lý học viên đào tạo ngắn chuyển loại ngành kỹ thuật, tạo nguồn)  | Vũ Văn Mùi       |         |
| 9   | Hệ IV (Hệ Quốc tế)                                                               | Phạm Xuân Trung  |         |

### Các đơn vị khác
- Trung tâm R&D Toán ứng dụng;
- Trung tâm R&D Vật lý kỹ thuật;
- Trung tâm R&D Kỹ thuật hóa học;
- Trung tâm R&D Công nghệ Nano;
- Trung tâm R&D các hệ thống điều khiển và thiết bị bay;
- Trung tâm Cơ khí động lực và dạy nghề xe cơ giới;
- Công ty đầu tư và phát triển công nghệ AIC

## Hợp tác quốc tế về đào tạo và nghiên cứu
Ngày 27/02/2014, Học viện KTQS phối hợp với Cục Đối ngoại đã long trọng tiếp đón và làm việc với GS. Ryosei Kokubun – Hiệu trưởng Trường Đại học Phòng vệ Nhật Bản.
Ngày 06/03/2014 Giáo sư Chang Nien Yin thuộc Trường Đại học Colorado (Hoa Kỳ), đến giảng dạy, trao đổi chuyên môn trong lĩnh vực địa kỹ thuật công trình và đề xuất mô hình đào tạo sau đại học đồng hướng dẫn của Học viện Kỹ thuật Quân sự và Trường Đại học Colorado (University of Colorado Denver).
Tháng 9/2013, Học viện Kỹ thuật sự đã được Bộ Giáo dục và Đào tạo cho phép đào tạo 02 chương trình tiên tiến (CTTT): "Hệ thống điều khiển các thiết bị bay" hợp tác với trường Đại học Kỹ thuật Quốc gia Moskva Bauman và "Điều khiển và Tin học trong các hệ thống kỹ thuật" hợp tác với trường Đại học Bách khoa Saint Petersburg 

## Khen thưởng
- Huân chương Hồ Chí Minh (2011)[13]
- Anh hùng Lực lượng vũ trang nhân dân (2005)
- Huân chương Độc lập hạng Nhất (2001), hạng Ba (1991), hạng Nhì (2016)[14]
- Huân chương Quân công hạng Nhất(1984, 1996)
- Huân chương Lao động hạng Ba (1969, 2021)
- Huân chương Chiến công hạng Nhất (2003), hạng Nhì (1979), hạng Ba (1974).
- Huân chương Angkor hạng Nhì của Nhà nước Vương quốc Campuchia (1982)
- Huân chương Độc lập hạng Nhất của Nhà nước Cộng hòa Dân chủ Nhân dân Lào (2004)
- Và nhiều danh hiệu vinh dự và cao quý khác v.v.

## Hiệu trưởng, Giám đốc qua các thời kỳ
| TT | Họ tên Năm sinh-năm mất      | Thời gian đảm nhiệm    | Cấp bậc tại nhiệm                     | Chức vụ cuối cùng                                                                                          | Ghi chú                                                    |
| -- | ---------------------------- | ---------------------- | ------------------------------------- | --- | ---------------------------------------------------------- |
| 1  | Vũ Văn Hà                    | 1966-1968              | Trung tá                              | Đại tá, Phó Hiệu trưởng                                                                                    | Phân Hiệu trưởng Phân hiệu II Đại học Bách Khoa            |
| 2  | Đặng Quốc Bảo (1927-)        | 1968-1970 và 1974-1976 | Thiếu tướng (1974)                    | Trưởng ban Khoa giáo Trung ương                                                                            | Phó giáo sư                                                |
| 3  | Phạm Hoàng                   | 1970-1974              | Đại tá                                | Hiệu trưởng Trường Đại học Kỹ thuật Quân sự                                                                |                                                            |
| 5  | Hoàng Phương (1924-2001)     | 1977-1979              | Thiếu tướng (1974) Trung tướng (1982) | Viện trưởng Viện Lịch sử Quân sự (1983-1988)                                                               | Giáo sư, Tiến sĩ                                           |
| 6  | Nguyễn Văn Tiên (1924-2003)  | 1979-1980              | Trung tướng (1989)                    | Tư lệnh Quân chủng Phòng không-Không quân                                                                  | Kỹ sư hàng không                                           |
| 7  | Nguyễn Quỳ (1930-2020)       | 1980-1989              | Thiếu tướng                           | Phó Chủ nhiệm Tổng cục Kỹ thuật (1989-1998)                                                                | Giáo sư (1984) ngành Hóa học                               |
| 8  | Nguyễn Hoa Thịnh (1940-2022) | 1989-1997              | Thiếu tướng (1995) Trung tướng (2000) | Giám đốc Viện Khoa học và Công nghệ Quân sự Chủ tịch Hội Cơ học Việt Nam (2007-nay)                        | Giáo sư (1991) ngành Cơ học Nhà giáo Nhân dân (1990)       |
| 9  | Nguyễn Đức Luyện             | 1997-2007              | Trung tướng                           | Giám đốc Học viện Kỹ thuật Quân sự                                                                         | Phó Giáo sư ngành Điều khiển tự động Nhà giáo Nhân dân     |
| 10 | Phạm Thế Long (1954)         | 2007-2014              | Trung tướng(2009)                     | Viện trưởng Viện Phát triển Công nghệ, Truyền thông và Hỗ trợ cộng đồng Phó Chủ tịch Hội Toán học Việt Nam | Giáo sư (1996) ngành Toán-Tin học Nhà giáo ưu tú           |
| 11 | Nguyễn Công Định (1963-)     | 2014-3/2023            | Thiếu tướng (2013) Trung tướng (2017) | Phó Chủ tịch Hội Tự động hóa Việt Nam                                                                      | Giáo sư (2012) ngành Điều khiển tự động, Nhà giáo Nhân dân |
| 12 | Lê Minh Thái (1967)          | 4/2023 – nay           | Trung tướng                           | | Giáo sư ngành Cơ khí động lực, Nhà giáo ưu tú              |

## Chính ủy qua các thời kỳ
- 1966-1968, Vũ Toàn
- 1968-1976, Đặng Quốc Bảo, Thiếu tướng (1974)
- 1976-1977, Trần Đình Cửu, Thiếu tướng (1980)
- 1977-1979, Hoàng Phương, Thiếu tướng (1974), Trung tướng (1982)
- Trịnh Đình Thắng, Thiếu tướng
- Nguyễn Văn Tốn, Thiếu tướng
- 2002-2008, Hoàng Khánh Hưng, Trung tướng (2007), nguyên Chính ủy Binh chủng Công binh (1995-2002)
- 2008-2012, Vũ Văn Luận, Thiếu tướng (2007), Trung tướng (2011), nguyên Cục trưởng Cục Cán bộ, Tổng cục Chính trị
- 2012-2016, Trần Tấn Hùng, Trung tướng (2014)
- 2016-2022, Cao Minh Tiến, Trung tướng
- 2022-nay, Trần Văn Thưởng,Thiếu tướng (2021) nguyên Chủ nhiệm Chính trị Quân đoàn 1

## Một số giảng viên
- Lê Văn Chiểu- Thiếu tướng, Phó giáo sư – nguyên giảng viên, nguyên Phó hiệu trưởng, cựu sinh viên khóa 1951-1957 Đại học Tổng hợp Kỹ thuật Moskva mang tên Bauman, người Việt Nam đầu tiên sang Liên bang Nga học về chế tạo vũ khí, Giải thưởng Hồ Chí Minh về khoa học và công nghệ;
- Đoàn Mạnh Giao- Đại tá, nguyên Bộ trưởng, Chủ nhiệm Văn phòng Chính phủ, nguyên giảng viên;
- Vũ Quốc Hùng- Đại tá, Tiến sĩ, nguyên Ủy viên Ban Chấp hành trung ương Đảng khóa IX, nguyên Phó Chủ nhiệm Ủy ban Kiểm tra trung ương Đảng, nguyên giảng viên, bí thư Đảng ủy Khoa;
- Nguyễn Quỳ: Giáo sư, Tiến sĩ hóa học- nguyên giảng viên, Giám đốc Học viện KTQS
- Nguyễn Hoa Thịnh: Giáo sư, Tiến sĩ khoa học Sức bền vật liệu, nguyên giảng viên Khoa Cơ khí, nguyên Giám đốc Học viện KTQS
- Nguyễn Xuân Anh: Đại tá, Giáo sư, Tiến sĩ kỹ thuật, giải thưởng Nhà nước về khoa học và công nghệ năm 2005, nguyên giảng viên, chủ nhiệm khoa Vũ khí.

## Cựu Học viên tiêu biểu
| Họ tên Năm sinh-năm mất | Thời gian học                                | Cấp bậc cuối cùng     | Chức vụ cuối cùng                                                                                     | Ghi chú                                                           |
| ----------------------- | -------------------------------------------- | --------------------- | --- | ----------------------------------------------------------------- |
| Nguyễn Chiến            | K1 (1966-1971)                               | Trung tướng           | nguyên Trưởng ban Cơ yếu Chính phủ                                                                    | Tiến sĩ                                                           |
| Nghiêm Sỹ Chúng         | K1 (1966-1971)                               | Thiếu tướng           | nguyên Phó Chủ nhiệm Tổng cục Kỹ thuật                                                                |                                                                   |
| Bùi Đăng Phiệt (1948-)  | K3 (1968-1973)                               | Thiếu tướng (2003)    | nguyên Phó Tư lệnh Quân chủng Phòng không-Không quân (2002-2009)                                      |                                                                   |
| Trương Quang Khánh      | K6 (1971-1976)                               | Thượng tướng          | Thứ trưởng Bộ Quốc phòng                                                                              | TS                                                                |
| Nguyễn Đình Chiến       | K6 (1971-1976)                               | Trung tướng           | nguyên Viện trưởng Viện Chiến lược Quốc phòng Việt Nam, nguyên Phó Giám đốc Học viện Kỹ thuật Quân sự | Giáo sư, Tiến sĩ                                                  |
| Đoàn Nhật Tiến          | K7                                           | Trung tướng           | nguyên Giám đốc Viện Khoa học và Công nghệ Quân sự                                                    |                                                                   |
| Vũ Thanh Hải            | K8                                           | Thiếu tướng           | nguyên Phó Giám đốc Học viện Kỹ thuật Quân sự                                                         | PGS.TS                                                            |
| Phạm Thế Long           | K8                                           | Trung tướng           | nguyên Giám đốc Học viện Kỹ thuật Quân sự                                                             | Giáo sư TSKH                                                      |
| Trần Phước Tới          | K9                                           | Trung tướng           | nguyên Viện trưởng Viện KSQSTW                                                                        |                                                                   |
| Lê Hoàng                | K9                                           | Thiếu tướng           | Phó Cục trưởng Cục Công nghệ Thông tin-BQP                                                            |                                                                   |
| Lê Bá Tấn               | K9                                           | Thiếu tướng           | Tư lệnh Binh chủng Thông tin liên lạc-BQP                                                             |                                                                   |
| Nguyễn Thành Định       | K9                                           | Thiếu tướng           | Phó Chánh Thanh tra-BQP                                                                               |                                                                   |
| Phạm Đình Vi            |                                              | Thiếu tướng           | Phó Cục trưởng Cục Nhà trường, Bộ Tổng Tham mưu                                                       | PGS., TS.                                                         |
| Nguyễn Châu Thanh       | K10 (1975-1980)                              | Trung tướng           | nguyên Chủ nhiệm Tổng cục Kỹ thuật                                                                    |                                                                   |
| Khuất Việt Dũng         | K10 (1975-1980)                              | Trung tướng           | Chính ủy Tổng cục Công nghiệp Quốc phòng                                                              | TS                                                                |
| Ngô Văn Sơn             | K10 (1975-1980)                              | Trung tướng           | Cục trưởng Cục Công nghệ Thông tin                                                                    | TS                                                                |
| Nguyễn Văn Thắng        | K10 (1975-1980)                              | Thiếu tướng           | Cục trưởng Cục Bản đồ, Bộ Tổng Tham mưu                                                               |                                                                   |
| Hồ Công Tráng           | K10 (1975-1980)                              | Thiếu tướng           | Phó Chủ nhiệm Tổng cục Kỹ thuật                                                                       |                                                                   |
| Đào Ngọc Thạch          | K10 (1975-1980)                              | Thiếu tướng           | Tổng Giám đốc Tổng Công ty VAXUCO                                                                     |                                                                   |
| Hoàng Ngọc Minh         | K10 (1975-1980)                              | Thiếu tướng           | Phó Trưởng ban Cơ yếu Chính phủ                                                                       | TS                                                                |
| Hoàng Kiền              | K11 (1976-1981)                              | Thiếu tướng           | Nguyên Tư lệnh Binh chủng Công binh                                                                   | Anh hùng LLVTND, Giải thưởng Hồ Chí Minh về Khoa học và Công nghệ |
| Nguyễn Văn Cương        | K11 (1976-1981)                              | Thiếu tướng           | Tư lệnh BTL Bảo vệ Lăng Chủ tịch Hồ Chí Minh                                                          |                                                                   |
| Trần Việt Thắng         | K12 (1977-1982)                              | Thiếu tướng           | nguyên Phó Chính ủy Tổng cục II                                                                       |                                                                   |
| Nguyễn Văn Khánh        | K12 (1977-1982) Kỹ sư Xây dựng CTQS;         | Trung tướng (2013)    | Phó Viện trưởng Viện kiểm sát nhân dân tối cao, Viện trưởng Viện Kiểm sát Quân sự Trung ương          |                                                                   |
| Trịnh Đình Tư           | K12 (1977-1982)                              | Thiếu tướng (2013)    | Phó Chủ nhiệm Tổng cục Kỹ thuật                                                                       |                                                                   |
| Nguyễn Văn Hưng         | K12 (1977-1982)                              | Thiếu tướng (2014)    | nguyên Hiệu trưởng Trường Đại học Trần Đại Nghĩa                                                      | PGS., TS.                                                         |
| Võ Hồng Thắng           | K12 (1977-1982) Kỹ sư Xây dựng CTQS, Tiến sỹ | Thiếu tướng           | Nguyên Tư lệnh Binh đoàn 11, Nguyên Cục trưởng Cục Kinh tế, Bộ Quốc phòng                             |                                                                   |
| Lê Quý Đạm              | K13 (1977-1982),                             | Trung tướng           | Chủ nhiệm Tổng cục Kỹ thuật, nguyên Phó Tư lệnh Quân khu 9                                            |                                                                   |
| Nguyễn Minh Tân         | K13 (1978-1983)                              | Thiếu tướng           | Phó Tổng cục trưởng Tổng cục II                                                                       |                                                                   |
| Nguyễn Minh Tuấn        | K13                                          | Thiếu tướng           | Giám đốc Viện Khoa học và Công nghệ Quân sự                                                           | PGS., TS.                                                         |
| Nguyễn Mạnh Hùng        | K14                                          | Thiếu tướng           | Ủy viên Trung ương Đảng CSVN, Tổng Giám đốc Tập đoàn Viettel                                          |                                                                   |
| Trần Tấn Hùng           | K14 (1979-1984)                              | Trung tướng           | Chính ủy Học viện Kỹ thuật Quân sự                                                                    | Tiến sĩ                                                           |
| Phạm Huy Dũng           | K14 (1979-1984)                              | Trung tướng           | Cục trưởng Cục Tác chiến Điện tử                                                                      | Tiến sĩ                                                           |
| Trần Tấn Hùng           | K14 (1979-1984)                              | Trung tướng           | Chính ủy Học viện Kỹ thuật Quân sự                                                                    | Tiến sĩ                                                           |
| Đinh Thế Cường          | K14 (1979-1984)                              | Trung tướng           | Tư lệnh Bộ Tư lệnh Tác chiến Không gian mạng, nguyên Cục trưởng Cục Công nghệ Thông tin               | PGS, TS                                                           |
| Nguyễn Lạc Hồng         | K14 (1979-1984)                              | Thiếu tướng           | Phó Giám đốc Học viện Kỹ thuật Quân sự                                                                | Giáo sư, Tiến sĩ                                                  |
| Nguyễn Đăng Đào         | K14 (1979-1984)                              | Thiếu tướng           | Phó Trưởng ban Cơ yếu chính phủ                                                                       | Tiến sĩ                                                           |
| Nguyễn Nam Hải          | K14 (1979-1984)                              | Thiếu tướng           | Phó Trưởng ban Cơ yếu Chính phủ kiêm Giám đốc Học viện Kỹ thuật Mật mã                                | Tiến sĩ                                                           |
| Ngô Văn Giao            | K15 (1980-1985)                              | Thiếu tướng           | Cục trưởng Cục Khoa học Quân sự, nguyên Phó Chủ nhiệm Tổng cục Công nghiệp Quốc phòng                 | Phó Giáo sư, Tiến sĩ                                              |
| Nguyễn Công Định        | K15 (1980-1985)                              | Trung tướng           | Giám đốc Học viện Kỹ thuật Quân sự                                                                    | Giáo sư, Tiến sĩ khoa học                                         |
| Phạm Đức Tú             |                                              | Thiếu tướng           | Phó Cục trưởng Cục Nhà trường, Bộ Tổng Tham mưu                                                       | TS.                                                               |
| Dư Xuân Bình            |                                              | Thiếu tướng           | Chính ủy Binh chủng Hóa học                                                                           |                                                                   |
| Vũ Xuân Bình            |                                              | Thiếu tướng           | Phó Chủ nhiệm Tổng cục Kỹ thuật                                                                       |                                                                   |
| Phạm Việt Trung         | K15 (1980-1985)                              | Thiếu tướng           | Phó Tư lệnh kiêm Tham mưu trưởng Bộ Tư lệnh Tác chiến Không gian mạng                                 | TS                                                                |
| Nguyễn Hồng Dư          |                                              | Thiếu tướng           | Tổng Giám đốc Trung tâm Nhiệt đới Việt-Nga                                                            | TS                                                                |
| Lê Đăng Dũng            |                                              | Thiếu tướng           | nguyên Chủ tịch kiêm Tổng Giám đốc Tập đoàn Viettel                                                   |                                                                   |
| Lê Đình Đạt             |                                              | Thiếu tướng           | Cục trưởng Cục TC-ĐL-CL                                                                               | TS                                                                |
| Nguyễn Minh Đức         |                                              | Thiếu tướng           | Phó Chủ nhiệm Tổng cục Kỹ thuật                                                                       |                                                                   |
| Nguyễn Đức Hải          |                                              | Thiếu tướng           | Phó Chủ nhiệm Tổng cục Công nghiệp Quốc phòng, nguyên Chủ tịch Tổng công ty đóng tàu Ba Son           |                                                                   |
| Phạm Văn Khánh          |                                              | Thiếu tướng           | Cục trưởng Cục Xe-Máy                                                                                 |                                                                   |
| Trịnh Quốc Khánh        |                                              | Thiếu tướng           | Giám đốc Trung tâm Nhiệt đới Việt-Nga                                                                 | Viện sĩ, TS                                                       |
| Bùi Công Nghĩa          |                                              | Thiếu tướng           | nguyên Cục trưởng Cục Bản đồ                                                                          |                                                                   |
| Đoàn Xuân Nghiệp        | K14                                          | Thiếu tướng           | Cục trưởng Cục Quản lý Công nghệ, TCCNQP                                                              | TS                                                                |
| Phùng Thế Quảng         |                                              | Thiếu tướng           | Phó Tư lệnh Quân khu 7                                                                                |                                                                   |
| Hoàng Sơn               | K14                                          | Thiếu tướng           | Phó Tổng Giám đốc Tập đoàn Viettel                                                                    |                                                                   |
| Vũ Chiến Thắng          |                                              | Trung tướng           | Cục trưởng Cục Đối ngoại, Bộ Quốc phòng                                                               |                                                                   |
| Phạm Dũng Tiến          |                                              | Thiếu tướng           | Phó Chủ nhiệm TMT Tổng cục Kỹ thuật                                                                   | PGS. TS                                                           |
| Tống Viết Trung         |                                              | Thiếu tướng           | Phó Tư lệnh, Bộ Tư lệnh Tác chiến Không gian mạng, nguyên Phó Tổng Giám đốc Tập đoàn Viettel          |                                                                   |
| Hoàng Anh Xuân          |                                              | Trung tướng           | Tổng Giám đốc Tập đoàn Viettel                                                                        |                                                                   |
| Trần Hồng Minh          |                                              | Trung tướng           | Ủy viên Trung ương Đảng khóa XIII, Bí thư Tỉnh ủy Cao Bằng                                            |                                                                   |
| Cao Minh Tiến           | K17 (1982-1987                               | Trung tướng           | Chính uỷ Học viện Kỹ thuật Quân sự                                                                    |                                                                   |
| Trịnh Ngọc Giao         | K17 (1982-1987                               | Thiếu tướng           | Phó Cục trưởng Cục Quân lực/BTTM                                                                      |                                                                   |
| Nguyễn Hồng Thái        |                                              | Trung tướng           | Ủy viên Trung ương Đảng, Tư lệnh Quân khu 1                                                           |                                                                   |
| Hồ Quang Tuấn           | K19                                          | Trung tướng           | Chủ nhiệm Tổng cục Công nghiệp Quốc phòng                                                             | TS.                                                               |
| Đặng Hồng Triển         | K19                                          | Thiếu tướng           | Tổng Giám đốc Trung tâm Nhiệt đới Việt Nga                                                            |                                                                   |
| Lê Kim Cương            | K19                                          | Thiếu tướng           | Tổng cục II                                                                                           |                                                                   |
| Trần Minh Đức           |                                              | Trung tướng           | Chủ nhiệm Tổng cục Kỹ thuật                                                                           |                                                                   |
| Nguyễn Anh Tuấn         |                                              | Trung tướng           | Phó Giám đốc Học viện Quốc phòng, nguyên Tư lệnh Binh đoàn 12                                         |                                                                   |
| Nguyễn Đình Chiến       | K21 (1986-1991)                              | Thiếu tướng (từ 2021) | Phó Tổng Giám đốc Tập đoàn Viettel                                                                    |                                                                   |
| Vũ Ngọc Thiềm           | K21 (1986-1991)                              | Thiếu tướng (từ 2020) | Trưởng ban Cơ yếu Chính phủ                                                                           |                                                                   |
| Nguyễn Minh Thắng       | K21 (1986-1991)                              | Thiếu tướng (từ 2021) | Chính ủy Bộ Tư lệnh Tác chiến mạng                                                                    | TS                                                                |
| Trần Xuân Nam           | K23 (1986-1991)                              | Thiếu tướng (từ 2023) | Phó Giám đốc Học viện Kỹ thuật Quân sự                                                                |                                                                   |
| Vũ Hữu Hanh             | K26 (1991-1996)                              | Thiếu tướng           | Tư lệnh Bộ Tư lệnh Tác chiến mạng                                                                     |                                                                   |
| Vũ Thành Văn            | K27 (1992-1997)                              | Thiếu tướng           | Cục trưởng Cục đối ngoại quốc phòng                                                                   |                                                                   |
| Nguyễn Hữu Hùng         | K28 (1992-1998)                              | Thiếu tướng           | Phó Trưởng Ban cơ yếu Chính phủ                                                                       | TS                                                                |
| Tống Hữu Nghĩa          | K28 (1992-1998)                              | Thiếu tướng           | Tổng cục II                                                                                           |                                                                   |

## Cựu Sinh viên tiêu biểu
| Họ tên             | Năm sinh năm mất | Thời gian học                              | Chức vụ cuối cùng | Ghi chú          |
| ------------------ | ---------------- | ------------------------------------------ | --- | ---------------- |
| Nguyễn Thiện Nhân  | 1953-            | K5(1970-?)                                 | Ủy viên Bộ Chính trị, Bí thư Thành ủy thành phố Hồ Chí Minh, nguyên Chủ tịch Mặt trận Tổ quốc Việt Nam Nguyên Phó Thủ tướng Chính phủ.                              | Giáo sư, Tiến sĩ |
| Trương Quang Nghĩa | 1959             | K15 (1980-1985)                            | Ủy viên BCH Trung ương Đảng Cộng sản Việt Nam, Bí thư Thành ủy Đà Nẵng, nguyên Bí thư Tỉnh ủy Sơn La, nguyên Bộ trưởng Bộ Giao thông vận tải (2016-10/2017)         |                  |
| Hồ Ngọc Hải        |                  |                                            | Phó Chủ tịch Viện Hàn lâm Khoa học Xã hội Việt Nam | Tiến sĩ          |
| Nguyễn Bình        |                  |                                            | Trưởng khoa Điện tử, Học viện Công nghệ Bưu chính Viễn thông | Giáo sư. Tiến sĩ |
| Đoàn Xuân Hưng     |                  | K9 (1974-1975)                             | Thứ trưởng Bộ Ngoại giao |                  |
| Nguyễn Cẩm Tú      |                  | K10 (1975-1980)                            | Thứ trưởng Bộ Công thương |                  |
| Lê Nam Thắng       |                  | K7(1972-1977)                              | nguyên Thứ trưởng Bộ Thông tin Truyền thông |                  |
| Lê Mạnh Hà         |                  | K11 (1976-1981)                            | Phó Chánh Văn phòng Chính phủ, nguyên Phó Chủ tịch Ủy ban nhân dân thành phố Hồ Chí Minh                                                                            | Tiến sĩ          |
| Trần Văn Vĩnh      |                  |                                            | Phó Chủ tịch Ủy ban nhân dân tỉnh Đồng Nai |                  |
| Trần Việt Thanh    |                  |                                            | Thứ trưởng Bộ Khoa học và Công nghệ | Tiến sĩ          |
| Lê Quang Tiến      |                  | K9 (1974-1975)                             | Phó Chủ tịch Tập đoàn FPT |                  |
| Đào Chí Thành      |                  | K10 (1975-1980)                            | Viện trưởng Viện Công nghệ điện tử- thuộc Liên hiệp các Hội Khoa học và Kỹ thuật Việt Nam                                                                           | Tiến sĩ khoa học |
| Hoàng Minh Châu    |                  | K10 (1975-1980)                            | Phó Chủ tịch Tập đoàn FPT |                  |
| Lê Trường Tùng     |                  |                                            | Chủ tịch Trường Đại học FPT, nguyên Hiệu trưởng | Tiến sĩ          |
| Đặng Việt Dũng     |                  | K12 (1977-1982), chuyên ngành Cầu Đường bộ | Phó Chủ tịch UBND Thành phố Đà Nẵng (7/2018-nay), nguyên Trưởng ban Tuyên giáo Thành ủy, nguyên Phó Chủ tịch Thường trực UBND Thành phố Đà Nẵng (6/2016-2/2017).    | Tiến sĩ kỹ thuật |
| Đỗ Cao Bảo         |                  | K14 (1979-1984)                            | Sáng lập viên FPT, Ủy viên HĐQT FPT,nguyên Phó Tổng Giám đốc Tập đoàn FPT, Chủ tịch FIS, nguyên Tổng Giám đốc FIS                                                   |                  |
| Vũ Văn Tiền        |                  | K14 (1979-1984)                            | CEO Geleximco Group, Thành viên Ban nghiên cứu phát triển kinh tế tư nhân của Chính phủ Việt Nam (từ tháng 10/2017), thành viên Ban cố vấn Diễn đàn kinh tế tư nhân |                  |
| Lê Xuân Hải        |                  | K14 (1979-1984)                            | Chủ tịch VietSoftware |                  |
| Trần Anh Tú        |                  | K14 (1979-1984)                            | Chủ tịch HĐQT Công ty CP Bóng đá chuyên nghiệp Việt Nam (VPF), nguyên CEO Thái Sơn Nam & Thái Sơn Bắc, nguyên chủ tịch Liên đoàn bóng đá TP.HCM                     |                  |
| Hồ Hùng Anh        | 1970             | K22                                        | Chủ tịch HĐQT Techcombank |                  |
| Ngô Hà Dương       | 1971             | K22                                        | Giáo sư Đại Học Khoa học Ứng dụng Berlin |                  |
| Trương Gia Bình    |                  |                                            | Chủ tịch HĐQT Tập đoàn FPT |                  |
| Trịnh Thanh Huy    | 1970             | K22                                        | Chủ tịch HĐQT, Tổng Giám đốc Công ty CP BĐS Bình Thiên An (BTA) |                  |
| Lê Vũ Kỳ           |                  |                                            | Phó Chủ tịch Ngân hàng ACB |                  |
| Võ Văn Mai         |                  |                                            | Sáng lập viên Tập đoàn FPT, Chủ tịch Tập đoàn HiPT |                  |
| Nguyễn Ngọc Minh   |                  |                                            | Phó Tổng Giám đốc Tập đoàn HiPT |                  |
| Phạm Ngọc Minh     |                  |                                            | Chủ tịch, nguyên Tổng Giám đốc Vietnam Airline |                  |
| Lương Hoài Nam     |                  |                                            | Tổng Giám đốc Jetsar Pacific |                  |
| Nguyễn Thành Nam   |                  |                                            | Nguyên Tổng Giám đốc Tập đoàn FPT |                  |
| Bùi Quang Ngọc     |                  |                                            | Tổng Giám đốc Tập đoàn FPT | Tiến sĩ          |
| Nguyễn Tiến Dũng   | 1961-            | K13(1978-1983)                             | Ủy viên BCH Hội Tự động hóa Việt Nam. Ủy viên BBT Tạp chí Tự động hóa ngày nay                                                                                      | GS. TSKH         |